# Salomon Herxheimer (Mediziner)
Salomon Herxheimer (* 2. September 1841 in Dotzheim; † 12. August 1899) war ein deutsch-jüdischer Arzt.

## Leben
Herxheimer stammte aus einer kinderreichen Familie, die mehrere Ärzte hervorbrachte. Er studierte unter anderem bei Ferdinand von Hebra in Wien, dem dortigen Begründer der Dermatologie. Ab 1861 war er Mitglied des Corps Rhenania Würzburg.
1874 ließ sich Salomon Herxheimer in Frankfurt am Main als Hautarzt nieder und gründete 1876 eine Klinik für Haut- und Geschlechtskrankheiten. Er heiratete Fanny Livingston, die älteste Tochter des Amerika-Auswanderers Marx Löwenstein, der sich in den USA und auch nach seiner Rückkehr Marks Livingston nannte. 
Salomon Herxheimer starb am 12. August 1899 bei einem Bergunfall. Sein Bruder Karl Herxheimer, später auch ein bekannter Dermatologe, übernahm die Klinikleitung und bewirkte später deren Eingliederung in die von ihm mitgegründete Universitätsklinik. Salomons Sohn Gotthold Herxheimer wurde ein bekannter Pathologe und war 30 Jahre lang Direktor des pathologisch-anatomischen Instituts am Städtischen Krankenhaus in Wiesbaden, bevor er 1934 zur Emigration gezwungen wurde.
Fanny Herxheimer gründete zur Erinnerung an ihren Mann die „Sanitätsrat Dr. Salomon Herxheimersche Stiftung“ mit einem Stiftungskapital von 100.000 Mark zur unentgeltlichen Behandlung bedürftiger Hautkranker. Auch ihre Mutter Frances (eig. Franziska) Livingston bedachte diese Stiftung in ihrem Testament mit 20.000 Mark.
Im Frankfurter Stadtteil Gallus erinnert die Herxheimerstraße an die Brüder Salomon und Karl Herxheimer.
Fanny Herxheimer ließ sich als Witwe 1910 von dem Berliner Architekten Bruno Paul an der Zeppelinallee in Frankfurt am Main eine neoklassizistische Villa bauen, die bis heute erhalten ist und unter Denkmalschutz steht.